# Anund Jonsson
Anund Jonsson, Biskop Anund, biskop i Strängnäs stift 1275–1291. Jonsson ägde gården Ånsund (i gamla kartor Andasund) i Ludgo socken, Nyköping.. Ludgo kyrka byggdes på 1100-talet.
Anund Jonsson, som troligen tillhörde adelsätten Stjärnbjälke, stod på Magnus Ladulås sida i kriget mot brodern Valdemar. Hans bror Dan Jonsson (Stjärnbjälke) omtalas som riddare 1285.